# Metta Sandiford-Artest
Metta Sandiford-Artest (nacido Ronald William Artest, Jr.; Queens, Nueva York, 13 de noviembre de 1979), anteriormente conocido como Ron Artest y Metta World Peace, es un exjugador de baloncesto estadounidense que disputó 17 temporadas en la NBA. Con 2,01 metros de altura, jugaba en la posición de alero.
Jugó a nivel universitario en St. John's antes de ser elegido por los Chicago Bulls en la primera ronda del Draft de la NBA de 1999. En 2002 fue traspasado a los Indiana Pacers, donde fue nombrado All-Star y premiado como Mejor Defensor de la NBA en 2004. Tras pasar por los Sacramento Kings y los Houston Rockets, fichó como agente libre por Los Angeles Lakers, donde ganó el campeonato de la NBA en 2010. En 2013 firmó por los New York Knicks y posteriormente jugó en China e Italia antes de regresar a los Lakers en 2015, donde pasó sus dos últimas temporadas como profesional.
Artest está considerado como uno de los mejores defensores de su generación. Además del galardón al Mejor Defensor, fue escogido cuatro veces para los mejores quintetos defensivos de la liga y llegó a ser incluido en tercer equipo All-NBA. Sin embargo, su rendimiento sobre la cancha fue muchas veces eclipsado por sus acciones antideportivas. La más conocida fue la pelea que protagonizó en noviembre de 2004 en el Palace of Auburn Hills, en la que ingresó a la grada para agredir a un espectador que le había lanzado un vaso con refresco. Artest fue suspendido por la NBA para el resto de la temporada 2004-05 en la que es hasta el momento la mayor sanción de la historia de la liga.

## Trayectoria deportiva

### Universidad
Disputó dos temporadas con los Red Storm de la Universidad de St. John's (1997-1999).

### Profesional

#### Chicago Bulls (1999-2002)
Fue seleccionado en la 16.ª posición de la 1.ª ronda del Draft de 1999 por Chicago Bulls. En Chicago jugó hasta 2001 y donde disputó 175 partidos en dos temporadas, promediando 12,5 puntos por partido y 4 rebotes. Estuvo en el segundo equipo de rookies de la temporada 1999-00.

#### Indiana Pacers (2002-2006)
A mediados de la temporada 2001-02 fue traspasado, junto a Brad Miller, Ron Mercer y Kevin Ollie, a Indiana Pacers a cambio de Jalen Rose, Travis Best y Norman Richardson.
En su segunda temporada con los Pacers, la 2003-04, promedió 18,3 puntos, 5,7 rebotes y 3,7 asistencias  por partido, esa temporada fue incluido en el equipo de reservas del All-Star Game de la NBA 2004 y en el mejor quinteto defensivo. Como jugador de Indiana llegó a tener tres dorsales distintos.
En este equipo fue protagonista de un lamentable episodio, ya que participó en una monumental pelea durante un partido con los Detroit Pistons, en el The Palace of Auburn Hills, el 19 de noviembre de 2004. Este incidente se originó por una falta sobre Ben Wallace, pero se desarrolló principalmente en las gradas, en las que Artest se enfrentó a los hinchas del equipo de los Pistons. A causa de esto fue castigado por el resto de la temporada 2004-05.

#### Sacramento Kings (2006-2008)

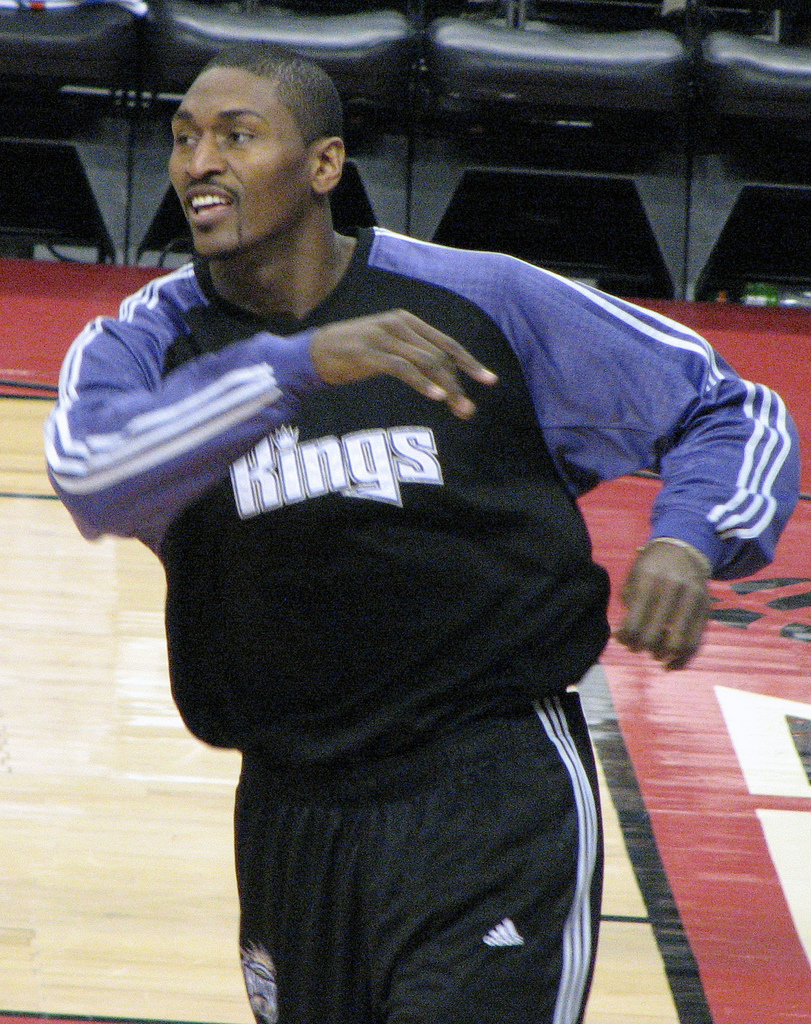
Ron Artest entrenando con los Sacramento Kings en 2008.

Posteriormente, en 2006, fue traspasado a Sacramento Kings. Los californianos necesitaban un buen jugador defensivo y creyeron encontrarlo en él. Debido a su personalidad, tuvo numerosos encontronazos con su entrenador, Rick Adelman. Con su llegada, en enero de 2006, los Kings promediaban un global de 14-5 y muchos le consideraban como artífice del ascenso de los Kings.
En la segunda ronda de playoff de ese mismo año, fue suspendido por dar un codazo en la cara a Manu Ginóbili, jugador de los San Antonio Spurs, los Kings  perderían dicha ronda en 6 partidos contra los Spurs.

#### Houston Rockets (2008-2009)

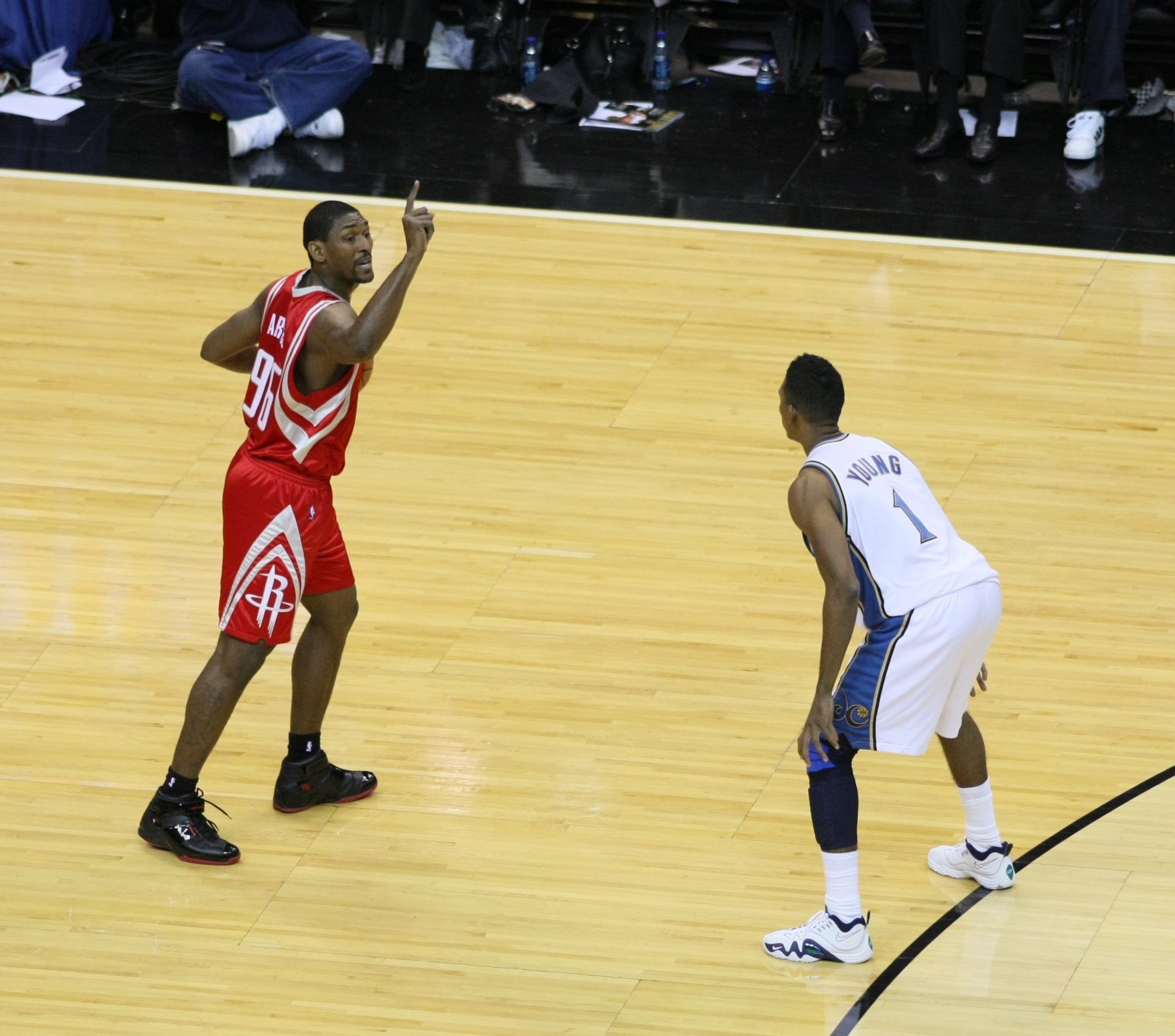
Ron Artest con los Rockets en 2008.

El 14 de agosto de 2008 fue traspasado junto con Sean Singletary y Patrick Ewing, Jr. a Houston Rockets, a cambio de Donté Greene, Bobby Jackson, una futura ronda del draft del 2009 y consideraciones monetarias.
Su llegada a Houston tampoco estuvo exento de polémicas, con un encontronazo verbal con su compañero Yao Ming. En octubre de 2008, Artest recibió su primera falta técnica en un partido contra Dallas Mavericks. En playoffs, Artest ayudó a su equipo a llegar a segunda ronda, donde serían derrotados por Los Angeles Lakers, en el segundo partido contra Lakers, Artest recibió un codazo en el cuello por parte de Kobe Bryant, y tras el partido, acudió a enfrentarse a él, teniendo que ser sacado de la cancha por el árbitro. En el tercer partido fue de nuevo apartado tras cometer una grave falta sobre Pau Gasol.

#### Los Angeles Lakers (2009-2013)
El 7 de julio de 2009 Ron Artest fichó por Los Angeles Lakers, vigentes campeones de la NBA, con los que firmó un contrato por cinco años y 33 millones de dólares. A su llegada a los Lakers escogió llevar el dorsal 37 en homenaje al recientemente fallecido Michael Jackson, cuyo álbum Thriller estuvo 37 semanas en lo más alto de las listas de éxitos.
En su primer año con los Lakers, Artest promedió 11 puntos por partido y finalizó sexto en las votaciones para el premio al Mejor Defensor. En el quinto partido de las Finales de Conferencia, anotó la canasta ganadora tras capturar un rebote ofensivo. Los angelinos eliminaron a los Phoenix Suns y accedieron a sus terceras Finales de NBA consecutivas. En las Finales, los Lakers derrotaron a los Boston Celtics en siete partidos y Artest logró su primer título de campeón de la NBA. El alero fue uno de los jugadores clave en el último encuentro, en el que anotó 20 puntos, incluyendo un triple a falta de menos de un minuto para la conclusión del partido.
Para la temporada 2010-11, Artest cambió de dorsal y recuperó el 15 que llevó tanto en la universidad como en sus cuatro primeras campañas en la NBA. Fue galardonado con el premio J. Walter Kenndey al Mejor Ciudadano de ese año.
En 2011, cambió su nombre a Metta World Peace para tratar de dejar atrás su pasado conflictivo y problemático en las pistas. Esa misma temporada, el entrenador Mike Brown apartó a World Peace de la titularidad, y este se quejó de que Brown estuviera siempre tan pendiente de las estadísticas.
El 22 de abril de 2012, en el penúltimo partido de la temporada regular, World Peace fue expulsado por propinarle un codazo a James Harden después de anotar un mate. Posteriormente recibió una suspensión de siete partidos por parte de la NBA. Regresó en el séptimo partido de la serie de primera ronda de Playoffs ante los Denver Nuggets.
Durante el verano de 2013 anunció que extendería su contrato con los Lakers. Sin embargo, unos días más tarde fue dado de baja por la franquicia californiana bajo la cláusula de límite salarial.

#### New York Knicks (2013–2014)
El 16 de julio de 2013 firma como agente libre por dos temporadas con los New York Knicks. El 24 de febrero de 2014 fue cortado por los Knicks tras 29 encuentros.

#### Sichuan Blue Whales (2014) y Pallacanestro Cantù (2015)
En agosto de 2014 deja la NBA y firma con los Sichuan Blue Whales de la CBA china. Pero debido a sus problemas en el tobillo, fue cortado en diciembre, tras 15 encuentros en los que promedió 19 puntos.
El 24 de marzo de 2015, llegó a Europa para firmar por lo que resta de temporada con el Pallacanestro Cantù italiano. En julio dejó el equipo por acuerdo mutuo.

#### Los Angeles Lakers (2015–2017)
El 24 de septiembre de 2015 regresó a los Lakers.
El 21 de septiembre de 2016, renovó por una temporada con los Lakers. El 11 de abril de 2017, ante New Orleans Pelicans, en el que podría ser su último encuentro en el Staples Center, anotó 18 puntos y en la última posesión mantuvo el balón en sus manos mientras el público le ovacionaba, siendo su despedida de la liga profesional.

#### New Orleans Gators (2017) y San Diego Kings (2019)
En agosto de 2017 jugó con los New Orleans Gators de la Global Mixed Gender Basketball (GMGB).
En 2019, firmó un día con los San Diego Kings de la American Basketball Association para disputar un encuentro ante el cuatro veces campeón, los Jacksonville Giants.

## Estadísticas de su carrera en la NBA
|  | Denota temporada en la que fue Campeón de la NBA |

### Temporada regular
| Año      | Equipo      | PJ  | PT  | MPP  | %TC  | %3P  | %TL  | RPP | APP | ROB | TPP | PPP  |
| -------- | ----------- | --- | --- | ---- | ---- | ---- | ---- | --- | --- | --- | --- | ---- |
| 1999-00  | Chicago     | 72  | 63  | 31.1 | .407 | .314 | .674 | 4.3 | 2.8 | 1.6 | .5  | 12.0 |
| 2000-01  | Chicago     | 76  | 74  | 31.1 | .401 | .291 | .750 | 3.9 | 3.0 | 2.0 | .6  | 11.9 |
| 2001-02  | Chicago     | 27  | 26  | 30.5 | .433 | .396 | .628 | 4.9 | 2.9 | 2.8 | .9  | 15.6 |
| 2001-02  | Indiana     | 28  | 24  | 29.3 | .411 | .215 | .733 | 5.0 | 1.8 | 2.4 | .6  | 10.9 |
| 2002-03  | Indiana     | 69  | 67  | 33.6 | .428 | .336 | .736 | 5.2 | 2.9 | 2.3 | .7  | 15.5 |
| 2003-04  | Indiana     | 73  | 71  | 37.2 | .421 | .310 | .733 | 5.3 | 3.7 | 2.1 | .7  | 18.3 |
| 2004-05  | Indiana     | 7   | 7   | 41.6 | .496 | .412 | .922 | 6.4 | 3.1 | 1.7 | .9  | 24.6 |
| 2005-06  | Indiana     | 16  | 16  | 37.7 | .460 | .333 | .612 | 4.9 | 2.2 | 2.6 | .7  | 19.4 |
| 2005-06  | Sacramento  | 40  | 40  | 40.1 | .383 | .302 | .717 | 5.2 | 4.2 | 2.0 | .8  | 16.9 |
| 2006-07  | Sacramento  | 70  | 65  | 37.7 | .440 | .358 | .740 | 6.5 | 3.4 | 2.1 | .6  | 18.8 |
| 2007-08  | Sacramento  | 57  | 54  | 38.1 | .453 | .380 | .719 | 5.8 | 3.5 | 2.3 | .7  | 20.5 |
| 2008-09  | Houston     | 69  | 55  | 35.5 | .401 | .399 | .748 | 5.2 | 3.3 | 1.5 | .3  | 17.1 |
| 2009-10  | L.A. Lakers | 77  | 77  | 33.8 | .414 | .355 | .688 | 4.3 | 3.0 | 1.4 | .3  | 11.0 |
| 2010-11  | L.A. Lakers | 82  | 82  | 29.4 | .397 | .356 | .676 | 3.3 | 2.1 | 1.5 | .4  | 8.5  |
| 2011-12  | L.A. Lakers | 64  | 45  | 26.9 | .394 | .296 | .617 | 3.4 | 2.2 | 1.1 | .4  | 7.7  |
| 2012-13  | L.A. Lakers | 75  | 66  | 33.7 | .403 | .342 | .734 | 5.0 | 1.5 | 1.6 | .6  | 12.4 |
| 2013-14  | New York    | 29  | 1   | 13.4 | .397 | .315 | .625 | 2.0 | .6  | .8  | .3  | 4.8  |
| 2015-16  | L.A Lakers  | 35  | 5   | 16.9 | .311 | .310 | .702 | 2.5 | .8  | .6  | .3  | 5.0  |
| 2016-17  | L.A. Lakers | 25  | 2   | 6.4  | .279 | .237 | .625 | .8  | .4  | .4  | .1  | 2.3  |
| Total    | Total       | 991 | 840 | 31.7 | .414 | .339 | .715 | 4.5 | 2.7 | 1.7 | .5  | 13.2 |
| All-Star | All-Star    | 1   | 0   | 17.0 | .600 | .000 | .500 | 3.0 | 3.0 | 1.0 | .0  | 7.0  |

### Playoffs
| Año   | Equipo      | PJ | PT | MPP  | %TC  | %3P  | %TL   | RPP | APP | ROB | TPP | PPP  |
| ----- | ----------- | -- | -- | ---- | ---- | ---- | ----- | --- | --- | --- | --- | ---- |
| 2002  | Indiana     | 5  | 5  | 33.4 | .407 | .462 | .692  | 6.0 | 3.2 | 2.6 | .6  | 11.8 |
| 2003  | Indiana     | 6  | 6  | 42.0 | .389 | .387 | .800  | 5.8 | 2.2 | 2.5 | 1.0 | 19.0 |
| 2004  | Indiana     | 15 | 15 | 38.9 | .378 | .288 | .718  | 6.5 | 3.2 | 1.4 | 1.1 | 18.4 |
| 2006  | Sacramento  | 5  | 5  | 39.6 | .383 | .333 | .696  | 5.0 | 3.0 | 1.6 | .8  | 17.4 |
| 2009  | Houston     | 13 | 13 | 37.5 | .394 | .277 | .714  | 4.3 | 4.2 | 1.1 | .2  | 15.6 |
| 2010  | L.A. Lakers | 23 | 23 | 36.5 | .398 | .291 | .579  | 4.0 | 2.1 | 1.5 | .5  | 11.2 |
| 2011  | L.A. Lakers | 9  | 9  | 31.9 | .443 | .321 | .762  | 4.6 | 2.2 | 1.1 | .8  | 10.6 |
| 2012  | L.A. Lakers | 6  | 6  | 39.3 | .367 | .389 | .750  | 3.5 | 2.3 | 2.2 | .7  | 11.7 |
| 2013  | L.A. Lakers | 3  | 3  | 28.0 | .250 | .143 | 1.000 | 3.7 | 1.7 | .7  | .3  | 6.0  |
| Total | Total       | 85 | 85 | 36.9 | .389 | .308 | .714  | 4.8 | 2.8 | 1.5 | .7  | 13.9 |

## Logros y reconocimientos
- Campeón de la NBA con Los Angeles Lakers (2010)
- 1 vez All-Star (2004)
- Elegido para el Segundo Equipo Ideal Rookies NBA (2000)
- 1 vez elegido para el Tercer Equipo Ideal NBA (2004)
- 1 vez elegido Mejor Defensor NBA (2004)
- 2 veces elegido para el Equipo Defensivo NBA (2004, 2006)
- 1 vez elegido para el Segundo Equipo Defensivo NBA (2003)
- 1 en sanciones por el partido Indiana Detroit (2004)

## Vida personal
Nacido con el nombre de Ronald William Artest, Jr. en el barrio de Queens, en Nueva York, es el mayor de tres hermanos y comenzó a practicar baloncesto en la Universidad St. John's de Nueva York.
El 16 de septiembre de 2011, el nombre de Ron Artest fue cambiado oficialmente al de Metta World Peace. Metta es su primer nombre y World Peace ('Paz Mundial') su apellido. «Cambié mi nombre para inspirar y reunir a jóvenes de todo el mundo», decía World Peace después de que la corte lo escuchara. Su publicista, Courtney Barnes, dijo que su cliente eligió Metta como su primer nombre porque es una palabra tradicional budista que significa 'bondad amorosa y amistad hacia todos'.